# 시선 1318
《시선 1318》(If You Were Me 4)은 2009년에 개봉한 대한민국의 영화이다.
이 영화는 김태용, 이현승, 전계수, 방은진, 윤성호 등의 감독이 청소년의 일상과 일탈을 소재로 제작한 5부작 저예산 옴니버스 영화이다. 국가인권위원회에서 여섯 번째로 제작한 영화이자 시선 시리즈 중 네 번째 작품이다.
한편, 2008년에 제9회 전주국제영화제 폐막작으로 상영한 적이 있다.

## 진주는 공부 중
- 방은진 감독

### 줄거리
1등에 대한 강박 관념으로 요양원에 입원한 한 여학생의 이야기다.

### 등장 인물
- 남지현 : 박진주 역
- 정지안 : 마진주 역
- 성지루 : 국어 교사 역
- 김주령

## 릴레이
- 이현승 감독

### 줄거리
학교에서 아기를 지키려 하는 학생들의 고군분투기를 그린 이야기다

### 등장 인물
- 박보영 : 희수 역
- 손은서 : 규리 역
- 문성근 : 교감 역
- 정유미 : 보건 교사 역
- 이건주

## 청소년 드라마의 이해와 실체
- 윤성호 감독

### 줄거리
비트박스를 하는 수상한 여학생이 이들의 주변을 맴돌면서 벌어진 이야기다.

### 등장 인물
- 김아름 : 빨간 코트 역
- 이선정 : 선정 역
- 강민석
- 이동희
- 김현진
- 백현철

## 달리는 차은
- 김태용 감독

### 줄거리
필리핀 출신의 새 엄마가 차은에게 서울 나들이를 계획 하면서 벌어진 이야기다.

### 등장 인물
- 전수영 : 차은 역
- 아르세니아 응아세우 : 차은의 어머니 역
- 이태영 : 차은의 아버지 역
- 최원태 : 영찬 역
- 김나겸

## 유앤 미
- 전계수 감독

### 줄거리
자신들이 선택한 진로에 대해 불안한 심리를 그린 이야기다.

### 등장 인물
- 권은수 : 소영 역
- 황건희 : 철구 역
- 오지혜 : 철구의 어머니 역

## 같이 보기
- 여섯 개의 시선
- 다섯 개의 시선
- 세번째 시선
- 시선 너머
- 어떤 시선
- 시선 사이